# Ypiranga Clube
El Ypiranga Clube es un equipo de fútbol de Brasil que juega en el Campeonato Brasileño de Serie D, la cuarta división de fútbol en el país.

## Historia
Fue fundado el 15 de mayo de 1963 en la ciudad de Macapá, capital del estado de Amapá por iniciativa del padre Vitório Galliani, vicario de la Iglesia Nuestra Señora de Conceiçao, y que también lideraba la Juventude Oratoriana do Trem, movimiento relacionado con la iglesia. Los colores del club son azul y negro en alusión al Inter de Milán, equipo del cual el padre Galliani era aficionado y Guaracy Freitas fue elegido como su primer presidente.
En su año de fundación se unió a la Federación Amapaense de Deportes y un año después participó en su primer torneo oficial, el cual fue en la Segunda División del Campeonato Amapaense, del cual salió campeón.
En 1976 gana su primer título estatal, aunque diez años después desciende de categoría. Un año más tarde consigue el ascenso a la primera división estatal y en 1991 se convierte en un equipo profesional, ganando su segundo título estatal en 1992, el primero como equipo profesional.
En 1997 participa por primera vez en la Copa de Brasil y en 1999 participa por primera vez en el Campeonato Brasileño de Serie C, la tercera división nacional, teniendo su mejor temporada en la tercera división nacional en 2001 al terminar en séptimo lugar.

## Palmarés
- Campeonato Amapaense: 10

1976, 1992, 1994, 1997, 1999, 2002, 2003, 2004, 2018, 2020
- Amapaense Serie B: 2

1964, 1987

## Entrenadores

### Entrenadores destacados
- Dadá Maravilha